# Муж и дочь Тамары Александровны
«Муж и дочь Тамары Александровны» — советский фильм Ольги Наруцкой 1988 года, по сценарию Надежды Кожушаной, о сложных взаимоотношениях семьи на фоне советской действительности переходной эпохи. Музыка Олега Каравайчука. 
Кирилл Разлогов о фильме:

 «В своё время картина прогремела, но на короткий срок — постепенно исчезал прокат и существование фильма ограничилось творческой средой. Два темперамента сошлись (Надежда Кожушаная, Ольга Наруцкая) и породили картину внутренне-конфликтную, отчего картина приобрела многомерность».

## Сюжет
Тамара Александровна и её муж Валерий разошлись и живут на разных этажах одного подъезда. Тамару Александровну увозят в больницу с диагнозом перитонит, их тринадцатилетней дочери Кате приходится жить у отца. 
Отец заходит в школу, чтобы помочь Кате решить проблемы с учительницей физкультуры. Выясняется, что они бывшие одноклассники. И что Тамара Александровна была у них учителем французского. Валерий и Тамара поженились, когда он учился в 10-м классе.
Катя влюблена в старшеклассника Федю. А у Феди уже есть ребёнок от цыганки, которая его за мужчину не считает и к ребёнку не допускает. 
Кате приходят анонимные письма, от Е. Е.: «Здравствуй, мой незнакомый друг…». 
Катя устраивает вечеринку (все для Феди) в квартире отца со своими одноклассниками (7 класс). Где приготовлен грандиозный сюрприз: на час принесут ребёнка Феди. И бабушка, Федина мать, сможет увидеть внука. Мать Феди уже привыкла с некоторых пор следовать за сыном повсюду, отдыхает сама с собой в коридоре, танцует… Поняв, что принесли внука, она пугается, впадает в истерику: «Он же мне сниться будет!..» и убегает, закрыв лицо.
Соседка Тамары Александровны по коммуналке сообщает Валере и Кате, что никакого перитонита у Тамары Александровны нет, она просто устала и притворилась, чтобы отдохнуть от семьи. Скоро выписка. Катя с отцом ждут маму, громко встречая Новый год, назло ей стараясь показать, как им без неё хорошо. Мать вышла из больницы, но не приходит к ним. Катя по-прежнему живёт у отца. 
Кате продолжают приходить письма от Е. Е., теперь в них уже объяснения в любви. Катя, не видя маму, помнит её слова: «Любовь — это действие». При этом не хочет быть похожей на мать.
Федя всё клянчит у цыганки продолжения романа. Катя готова на всё ради Феди. Он требует доказательств и назначает ей интимное свидание. 
Вечером этого дня отец просит Катю идти жить к матери, он устал, Катя ему мешает. Теперь Кате больше не с кем поделиться своим решением и предстоящим событием, она всю ночь плачет. 
На следующий день Катя, сомневаясь и переживая, в последний момент всё-таки сбегает со свидания, даже не зная, что Федя едет к ней с двумя друзьями. 
Валера по пути с работы высказывает своему другу мысль (про Катю): «Почему же, чтобы понять, как сильно любишь человека, нужно его обидеть». 
И тут его встречают Федя с друзьями. Обозлённые, что Катя их обманула, они мстят ему, как отцу, и избивают почти до смерти. Из последних сил, в проблеске сознания Валера кричит: «Спартаковцев бьют!!», и подростки разбегаются.
Катя едет с незнакомцем на фуре к Е. Е. Приехав, она знакомится с местным одиноким мальчишкой, и они вместе сидят под проходящим поездом и орут, что есть сил. Мальчик мимоходом рассказывает Кате, что Е. Е., оказывается, «всем пишет». Валера лежит в больнице.

## Создатели фильма

### Съёмочная группа
- Сценарист: Надежда Кожушаная
- Режиссёр: Ольга Наруцкая
- Оператор: Валерий Мартынов
- Композитор: Олег Каравайчук
- Монтаж: Татьяна Егорычева
- Директор: Марина Капустина

Кадр с титром фильма

- Художники: Михаил Карташов, С. Стручев, В. Королёв
- Художник по костюмам: Павел Каплевич

### В ролях
- Александр Галибин — Валерий, отец Кати, муж Тамары Александровны
- Анна Баженова — Катя
- Валентина Малявина — Тамара Александровна
- Антонина Дмитриева — соседка тётя Саша, сестра-близнец тёти Саши
- Евгений Калинцев — десятиклассник Федя Ухов
- Галина Соколова — мать Феди
- Александр Демьяненко — дядя Слава, друг и сослуживец Валеры
- Татьяна Рудина — учительница физкультуры
- Александр Домогаров — одноклассник Феди
- Константин Воробьёв — знакомый одноклассника Феди
- Светлана Янковская — цыганка
- Надежда Кожушаная — уборщица в больнице

## История создания

### Написание сценария
Н. Кожушаная:

Когда закрутилась перестройка, полилась вся эта грязь, мы с режиссёром Ольгой Наруцкой решили, что сейчас самое главное в жизни — семья. Только она может удержать человека на плаву. Вот и сделали фильм о семье — мама, папа, дочь, соседка. Жизнь. ".

### Съёмки
Съёмки фильма проводились в московской квартире, расположенной в доме под снос, на Садовом кольце. Почти вся съёмочная группа жила в этой квартире, перед съёмками раскрашивая стены и обустраивая дом.

### Публикации сценария
- Собрание сочинений Надежды Кожушаной «Зеркало для героя» в двух томах. Том первый «Самый первый счастливый день», Центр культуры и просвещения «СЕАНС», Санкт-Петербург, 2017 г.
- Книга киносценариев Надежды Кожушаной «Прорва», вступление Ю. Норштейна, Энциклопедическая серия «Библиотека кинодраматурга», Издательство «СЕАНС», «Амфора», Санкт-Петербург, 2007 г.

### Призы и награды
- 1988 — «Картина года» на Мосфильме
- 1989 — МКФ в Венеции, приз имени Эльвиры Нотари Международной ассоциации женщин-кинематографистов (Ольга Наруцкая)
- 1989 — МКФ в Сорренто, медаль имени Витторио Де Сика (Ольга Наруцкая)